# Emánuel Moór
Emánuel Moór (Kecskemét, Hongria, 19 de febrer de 1863 - Chardonne, Suïssa, 20 d'octubre de 1931) fou un pianista i compositor hongarès.
S'establí a Lausana, i es dedicà a la composició, cultivant diferents gèneres musicals: música simfònica, música di camera; música escènica; lieder., i passà de 200 el nombre de les seves composicions, la majoria de les quals s'han publicat.
Entre les obres de Moór s'hi troben les òperes Die Pompadour (1902); Andreas Hofer (1902); Die Hochzeitsglocken (1908), un Chant héroique, simfonies, rapsòdies, lieders, i diverses transcripcions per a piano d'obres per a orgue de Bach, etc.